# Hermann Erath
Hermann Erath (* 11. Januar 1945 in Singen; † 2. Januar 2025 in Pattaya/Thailand) war ein deutscher Diplomat.

## Studium und Berufsausbildung
Erath begann 1966 ein Jurastudium, das er 1972 mit dem 2. Staatsexamen abschloss. Die Laufbahn im auswärtigen Dienst begann er mit der Attachéausbildung im Auswärtigen Amt (1975–1977). Seine ersten Stationen waren die Botschaften Maputo in Mosambik und Pretoria in Südafrika. Von 1981 bis 1984 arbeitete er im Auswärtigen Amt Bonn im Referat für nukleare Abrüstung. Von 1984 bis 1987 war er in der Botschaft Kingston, Jamaika, tätig.

## Tätigkeit als Diplomat
In den Jahren 1987 bis 1989 war er an der ständigen Vertretung bei den Vereinten Nationen in New York. Von 1989 bis 1998 arbeitete Erath wieder im Auswärtigen Amt Bonn. Erath wurde 1998 Botschafter der Bundesrepublik Deutschland in Bangkok, Thailand; 2001 wurde er Botschafter in Caracas, Venezuela.
In den Jahren 2006 bis 2007 war Erath dann Generalkonsul in São Paulo. Von 2007 bis 2012 war er als Generalkonsul der Bundesrepublik Deutschland in Rio de Janeiro tätig.